# Foveoscapha terracola
Foveoscapha terracola är en skalbaggsart som beskrevs av Park och Wagner 1962. Foveoscapha terracola ingår i släktet Foveoscapha och familjen kortvingar. Inga underarter finns listade i Catalogue of Life.